# Poveiro
Pour les articles homonymes, voir Caico (homonymie).

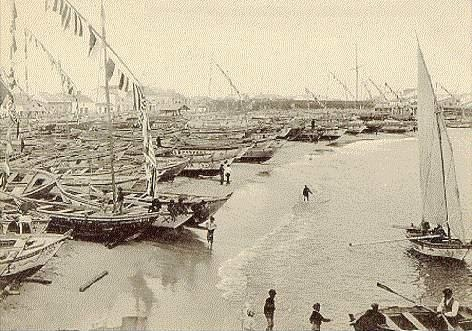
Poveiro dans le port de Póvoa de Varzim.

Le poveiro est un type de bateau de pêche traditionnel à voile latine et rames, utilisé pour la pêche côtière et en haute mer dans la région du Douro, du nord du Portugal et en Galice, puis dans les anciennes colonies portugaises (Brésil, Angola, Mozambique) jusqu'au milieu du XXe siècle. 
Il se caractérise par un large fond plat, une proue incurvée et un gouvernail profond. Il y avait divers bateaux de différentes tailles, utilisations et formes, notamment catraia pequena, catraia grande, caíco et le plus remarquable, le lancha poveira.              

## Description
Le lancha poveira ou lancha poveira do alto était un grand navire adapté aux eaux profondes et utilisé pour la pêche au merlu. Le plus grand d'entre eux avait douze rames, généralement quatre à sept, et pouvait transporter de 2 à 32 hommes. Chaque bateau portait des sculptures, à savoir une marque "sigla poveira" pour l’identification individuelle du bateau et une marque religieuse "protection magico". Lixa Filgueiras et Raul Brandão considéraient que la Lancha Poveira descendait des chaloupes vikings, conservant toutes les caractéristiques des chaloupes, mais sans longue poupe et proue. Le navire a porté un mât avec une voile latine pour une meilleure manœuvre.
Les bateaux poveiros ont été répandus jusqu'au milieu du XXesiècle et leur utilisation s'est étendue au Brésil, à l'Angola et au Mozambique, et même à la Galice, où des colonies de pêche ont été établies à Povoan. Depuis le milieu du XXesiècle, la technologie moderne, et en particulier l’utilisation de chalutiers, a considérablement réduit le nombre de povoans.

## Galerie d'images

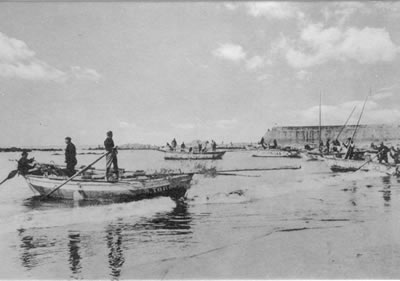
Ancienne photo du port de Povoa.
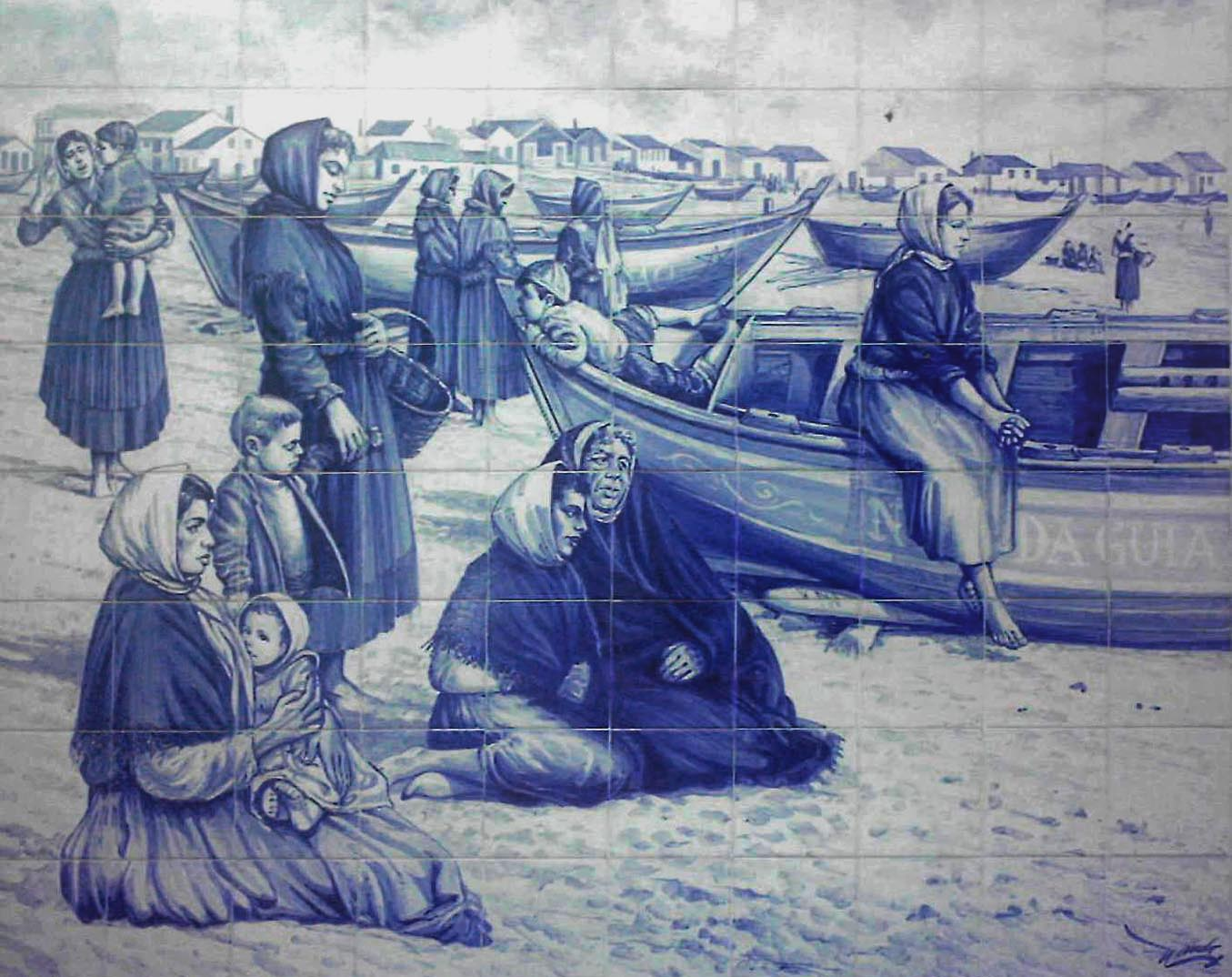
Azulejo montrant les femmes sur la plage de Povoa.
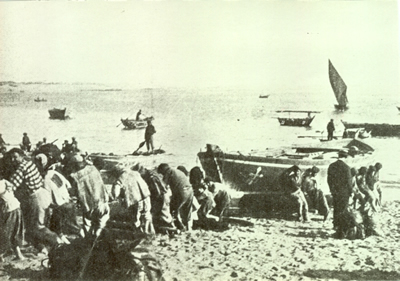
Remontée d'un poveiro sur la plage (fin XIXe - début XXe)
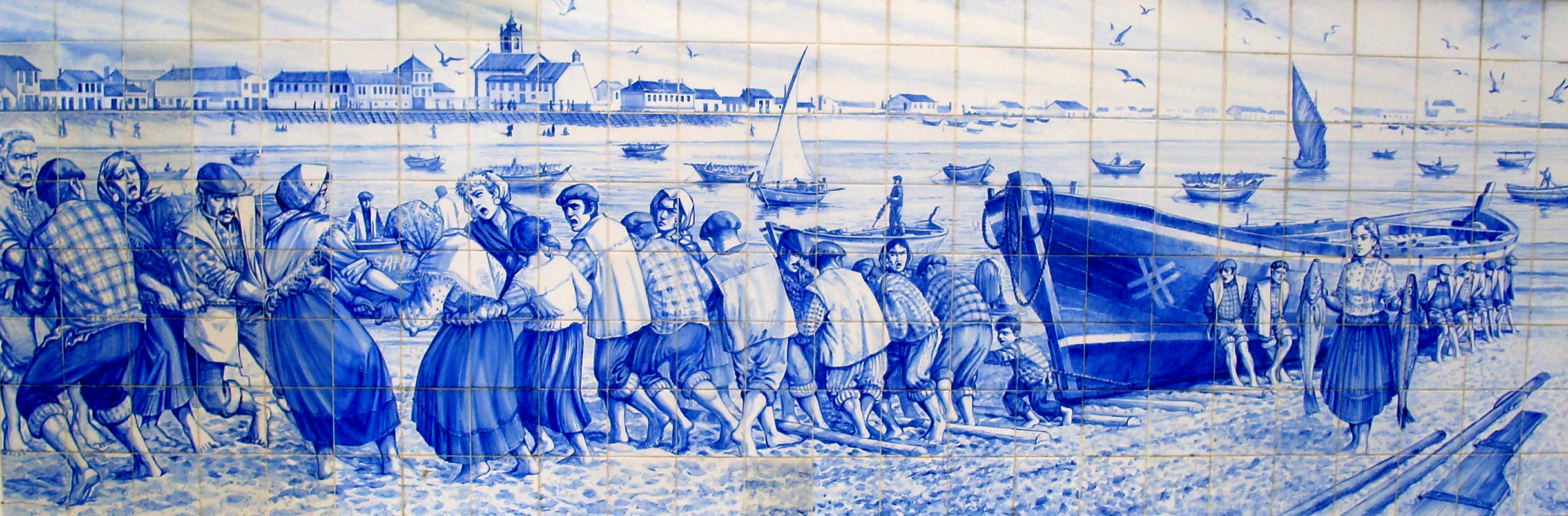
Même scene reproduite sur carreaux